# الاستجابة الصوتية التفاعلية

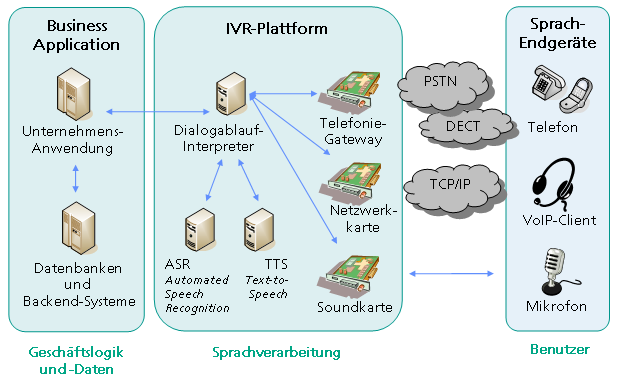

'الاستجابة الصوتية التفاعلية (Interactive Voice Response IVR) هو' نظام يسمح للمتصلين بالتفاعل مع أنظمة الاتصالات عن طريق الهاتف. حيث يتم استخدام الرد الآلي ويقوم بتمكين المستخدم من الحصول على البيانات من قاعدة البيانات أو ادخال البيانات فيها.
ويعمل هذا النظام عن طريق وجود نص مسجل يرد على المتصل بطريقة آلية. ويتم التفاعل عن طريق الضغط على أزرار الهاتف. فمثلا عند الاتصال بخدمة العملاء لشركة الهاتف مثلا ستستمع لرسالة صوتية «شكرا لاتصالكم بنا» ثم يتم تخييرك في استخدام اللغة فمثلا لاختيار اللغة العربية عليك بالضغط على الزر "1" ولاختيار اللغة الإنجليزية عليك بالضغط على الزر "2" وهكذا.

## التاريخ
على الرغم من الزيادة في تقنية الرد الصوتي التفاعلي خلال السبعينيات، كانت التقنية تعتبر معقدة ومكلفة لأتمتة المهام في مراكز الاتصال. كان أول تطبيق تجاري لـ IVR هو نظام التحكم في مخزون إدخال الطلبات الذي صممه وطوره ستيفن شميدت في عام 1973. كانت أنظمة الاستجابة الصوتية المبكرة تعتمد على تقنية DSP وتقتصر على المفردات الصغيرة. في أوائل الثمانينيات من القرن الماضي، أصبحت شركة تقنية تصور ليون فيربير أول منافس رئيسي في السوق، بعد أن وصلت تقنية محرك الأقراص الثابتة (الوصول العشوائي للقراءة / الكتابة إلى البيانات الصوتية الرقمية) إلى نقطة سعر فعالة من حيث التكلفة. في ذلك الوقت، يمكن للنظام تخزين الكلام المرقم على القرص وتشغيل الرسالة المنطوقة المناسبة ومعالجة استجابة DTMF للإنسان.
عندما بدأت مراكز الاتصال في الانتقال إلى الوسائط المتعددة في أواخر التسعينيات، بدأت الشركات في الاستثمار في تكامل المهاتفة الحاسوبية (CTI) مع أنظمة الرد الصوتي التفاعلي. أصبح الرد الصوتي التفاعلي أمرًا حيويًا لمراكز الاتصال التي تنشر حلول قائمة انتظار وتوجيه عالمية وعملت كوكيل يجمع بيانات العملاء لتمكين قرارات التوجيه الذكية. مع التحسينات في التكنولوجيا، يمكن للأنظمة استخدام التعرف على الصوت المستقل عن المتحدث لمفردات محدودة بدلاً من مطالبة الشخص باستخدام إشارات DTMF.
ابتداءً من العقد الأول من القرن الحادي والعشرين، أصبحت الاستجابة الصوتية أكثر شيوعًا وأرخص لنشرها. كان هذا بسبب زيادة طاقة CPU وترحيل تطبيقات الكلام من رمز الملكية إلى معيار VXML.

## التكنولوجيا
يتم استخدام فك تشفير دي تي أم أف (DTMF) والتعرف على الكلام لتفسير استجابة المتصل للمطالبات الصوتية. يتم إدخال نغمات DTMF عبر لوحة مفاتيح الهاتف.
تتضمن التقنيات الأخرى استخدام تحويل النص إلى كلام (TTS) للتحدث عن معلومات معقدة وديناميكية، مثل رسائل البريد الإلكتروني أو التقارير الإخبارية أو معلومات الطقس. يتم أيضًا إدخال تقنية IVR في أنظمة السيارات للتشغيل بدون استخدام اليدين. TTS عبارة عن كلام تم توليفه بواسطة الكمبيوتر ولم يعد الصوت الآلي المرتبط تقليديًا بأجهزة الكمبيوتر. الأصوات الحقيقية تخلق الكلام في أجزاء يتم تقطيعها معًا (متسلسلة) وتنعيمها قبل تشغيلها للمتصل.
يمكن نشر الرد الصوتي التفاعلي بعدة طرق:
1. المعدات التي يتم تركيبها في مقر العميل
2. المعدات المثبتة في PSTN (شبكة الهاتف العمومية التبديلية)
3. مقدم خدمة التطبيق (ASP) / IVR مستضاف

غالبًا ما يكون موزع المكالمات التلقائي (ACD) هو أول نقطة اتصال عند الاتصال بالعديد من الشركات الكبيرة. تستخدم ACD أجهزة التخزين الرقمية لتشغيل التحيات أو الإعلانات، ولكنها عادةً ما تقوم بتوجيه المتصل دون المطالبة بالإدخال. يمكن لـ IVR تشغيل الإعلانات وطلب إدخال من المتصل. يمكن استخدام هذه المعلومات لتكوين ملف تعريف المتصل وتوجيه المكالمة إلى وكيل لديه مجموعة مهارات معينة. (مجموعة المهارات هي وظيفة يتم تطبيقها على مجموعة من وكلاء مركز الاتصال ذوي مهارة معينة.)
تم تصميم تفاعلات التعرف على الكلام IVR (تدفقات المكالمات) باستخدام 3 طرق للمطالبة بمدخلات المستخدم والتعرف عليها: الحوار الموجه والمفتوح والمختلط.
يرسل موجه الحوار الموجه مجموعة من الردود الصالحة للمستخدم (على سبيل المثال «كيف يمكنني مساعدتك؟ ... قل شيئًا مثل» رصيد الحساب أو حالة الطلب «أو» المزيد من الخيارات ""). لا يقدم موجه مفتوح النهاية مجموعة من الردود الصالحة (على سبيل المثال، «كيف يمكنني مساعدتك؟»). في كلتا الحالتين، الهدف هو الحصول على استجابة منطوقة صحيحة من المستخدم. الاختلاف الرئيسي هو أنه من خلال الحوار الموجه، من المرجح أن يتحدث المستخدم عن خيار تمامًا كما تم توصيله بواسطة الموجه (على سبيل المثال «رصيد الحساب»). ومع ذلك، من خلال موجه مفتوح، من المرجح أن يقوم المستخدم بتضمين كلمات أو عبارات غريبة (على سبيل المثال، «كنت أنظر فقط إلى فاتورتي ورأيت أن رصيدي كان خاطئًا.»). تتطلب المطالبة المفتوحة درجة أكبر من معالجة اللغة الطبيعية لاستخراج المعلومات ذات الصلة من العبارة (أي «التوازن»). يتطلب التعرف المفتوح أيضًا مجموعة قواعد أكبر، والتي تمثل مجموعة واسعة من التباديل لاستجابة معينة (على سبيل المثال، «التوازن كان خاطئًا»، «الرصيد الخاطئ»، «الرصيد مرتفع»، «الرصيد المرتفع»). على الرغم من وجود قدر أكبر من البيانات والمعالجة المطلوبة للمطالبات المفتوحة، إلا أنها أكثر كفاءة بشكل تفاعلي، حيث تكون المطالبات نفسها عادةً أقصر بكثير.